# Edmond Lepelletier

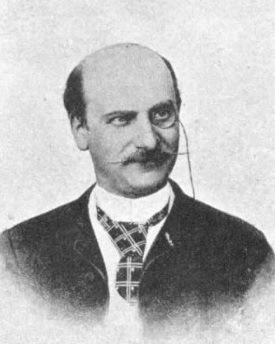
Edmond Lepelletier

Edmond Adolphe Le Pelletier de Bouhélier (känd som Edmond Lepelletier), född 26 juni 1846, död 22 juli 1913, var en fransk författare.
Lepelletier debuterade 1868 i tidningen  "Le nain jaune" och skrev därefter under olika signaturer flitigt i dagspressen, där han bland annat 1888-92 förde en häftig kamp mot boulangismen. Efter att på 1880- och 1890-talen ha utgett ett flertal teaterpjäser och romaner, bland annat Madame Sans-Gêne (1894, svensk översättning 1895, senare dramatiserad och flitigt spelad även i Sverige) övergick Lepelletier i början av 1900-talet till ett biografiskt och historiskt författarskap. Bland hans verk från denna tid märks Paul Verlaine (1907), Émile Zola (1908) och Histoire de la Commune (3 band, 1911-13).